# Потапенко Анатолій Михайлович
Анатолій Михайлович Потапенко (29 жовтня 1944 — 21 вересня 2024) — український радянський діяч, секретар Миколаївського обкому КПУ, 1-й секретар Куйбишевського районного комітету КПУ Запорізької області.

## Життєпис
Трудову діяльність розпочав помічником механіка ремонтних майстерень в колгоспі, працював дільничним інспектором та інженером у системі Українського об'єднання Ради міністрів УРСР «Укрсільгосптехніка».
Освіта вища. Закінчив Мелітопольський інститут механізації і електрифікації сільського господарства.
Член КПРС з 1968 року.
У 1969—1973 роках — 2-й секретар, 1-й секретар Куйбишевського районного комітету ЛКСМУ Запорізької області.
У 1973—1981 роках — секретар Куйбишевського районного комітету КПУ Запорізької області; слухач Вищої партійної школи при ЦК КПУ; голова виконавчого комітету Куйбишевської районної ради депутатів трудящих Запорізької області.
У 1981—1985 роках — 1-й секретар Куйбишевського районного комітету КПУ Запорізької області.
У 1985 — травні 1987 року — інспектор ЦК КПУ.
6 травня 1987 — 1991 року — секретар Миколаївського обласного комітету КПУ з питань сільського господарства.
З 1990-х років — засновник та директор фермерського господарства «Нектарин» Жовтневого (Вітовського) району Миколаївської області. Голова асоціації фермерів та приватних землевласників Миколаївської області «Хлібороб Миколаївщини».

## Нагороди
- орден «Знак Пошани»
- дві медалі
- Почесна грамота Президії Верховної Ради Української РСР